# Министерство внутренних дел Швейцарии
Министерство внутренних дел Швейцарии или Федеральный департамент внутренних дел (нем. Eidgenössisches Departement des Innern; фр. Département fédéral de l'intérieur; итал. Dipartimento Federale dell'Interno, романш. Departament federal da l'intern) является одним из семи министерств (департаментов) федерального правительства Швейцарии, возглавляемым членом Федерального совета.
В отличие от министерств внутренних дел в других странах, которые несут ответственность за внутреннюю безопасность, в Швейцарии эта функция возложена на Федеральный департамент юстиции и полиции — по аналогии с США, где Министерство внутренних дел отвечает в основном за резервы и мелиорацию земель в своей стране, в то время как внутренняя безопасность является задачей Департамента национальной безопасности и Департамента юстиции.

## История изменения названия
- 1848—1978 гг. — Департамент внутренних дел,
- С 1979 г. — Федеральный департамент внутренних дел,

## Структура
Департамент состоит из следующих подразделений:
- Генеральный секретариат.
  - Федеральная комиссия по борьбе с расизмом.
  - Служба по борьбе с расизмом.
  - Служба по контролю за благотворительными фондами.
  - Управление по вопросам равенства людей с инвалидностью.
- Федеральное ведомство по вопросам равенства между мужчинами и женщинами.
- Федеральное управление культуры.
  - Швейцарская национальная библиотека.
  - Швейцарский национальный музей.
- Швейцарский федеральный архив.
- Федеральное бюро метеорологии и климатологии.
- Федеральное управление общественного здравоохранения.
- Федеральное статистическое управление.
- Федеральное управление социального страхования.
- Швейцарские университеты и исследовательские институты.

В состав департамента также входит независимое Швейцарское агентство по терапевтическим препаратам (Swissmedic). Оно является контролирующим органом за лекарствами и медицинскими препаратами.
До 2012 года в состав департамента внутренних дел входил также Государственный секретариат по вопросам образования и исследованиям. С 2013 года он вошёл в состав Государственного секретариата по вопросам образования, исследований и инноваций, являющего частью Департамента экономики.

## Список глав департамента
| - 1848—1857: Стефано Франшини - 1857—1863: Джованни Баттиста Пьода - 1864: Карл Шенк - 1865: Якоб Дубс - 1866—1870: Карл Шенк - 1871—1872: Якоб Дубс - 1872—1873: Карл Шенк - 1874—1875: Йозеф Мартин Кнюзель - 1876—1878: Нюма Дро - 1879—1884: Карл Шенк - 1885: Адольф Дойхер - 1886—1895: Карл Шенк - 1895—1897: Эжен Руффи - 1898—1899: Адриен Лашеналь - 1900—1903: Марк-Эмиль Руше - 1904—1905: Людвиг Форрер - 1906—1910: Марк-Эмиль Руше - 1911: Йозеф Антон Шобингер | - 1912: Марк-Эмиль Руше - 1912: Камиль Декоппе - 1913: Луи Перье - 1913—1917: Феликс Калондер - 1918—1919: Гюстав Адор - 1920—1928: Эрнест Шуар - 1929: Марсель Пиле-Гола - 1930—1934: Альберт Мейер - 1934—1959: Филипп Эттер - 1960—1973: Ханс-Петер Чуди - 1974—1982: Ханс Хюрлиман - 1983—1986: Альфонс Эгли - 1987—1993: Флавио Котти - 1994—2002: Рут Дрейфус - 2003—2009: Паскаль Кушпен - 2009—2011: Дидье Буркхальтер - 2012—2023: Ален Берсе - С 2024: Элизабет Бом-Шнайдер |